# Clarksdale (Mississippi)
Clarksdale is de hoofdplaats van Coahoma County in de Amerikaanse staat Mississippi. Er wonen 20.645 mensen (volkstelling 2000).
Clarksdale is de geboorteplaats van de muzikanten Sam Cooke en Ike Turner en van de legendarische bluesspelers Muddy Waters, John Lee Hooker, en Big Jack Johnson. Het was ook de zomerresidentie van schrijver Tennessee Williams en de geboorteplaats van zanger Nate Dogg.

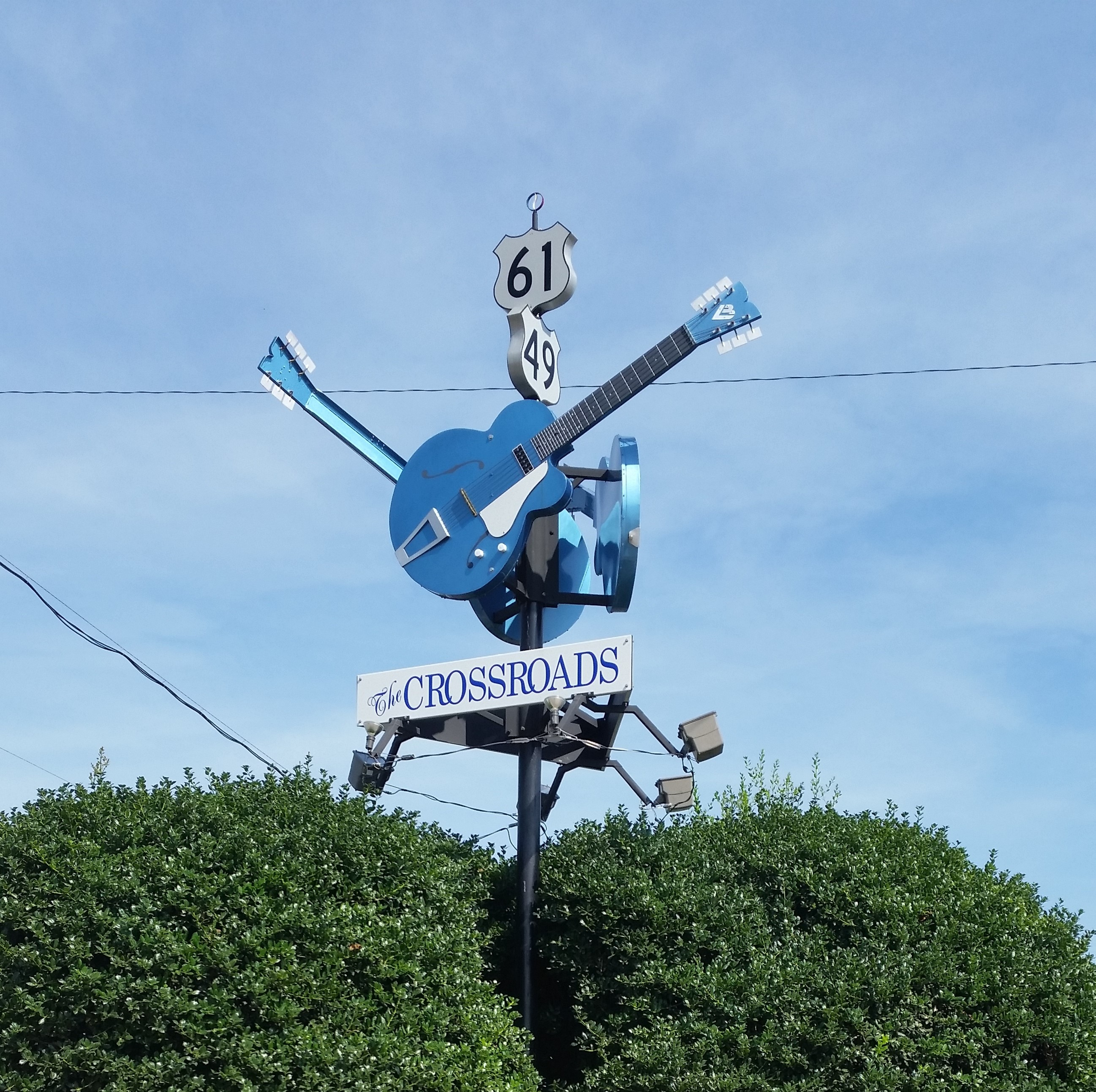
The Crossroads sign van Clarksdale

Clarksdale wordt gezien als de geboorteplaats van de Blues. In Clarksdale bevindt zich het Delta Blues Museum, de Ground Zero Blues Club (mede opgericht door acteur Morgan Freeman), en de Shack Up Inn (motel annex museum). In Clarksdale zou ook "the Crossroads" gelegen zijn waar volgens de legende Robert Johnson zijn ziel aan de duivel zou hebben verkocht om de blues te kunnen spelen.

## Plaatsen in de nabije omgeving
De onderstaande figuur toont nabijgelegen plaatsen in een straal van 20 km rond Clarksdale.

## Bekende inwoners van Clarksdale

### Geboren
- John Lee Hooker (1917-2001), blueszanger, gitarist en songwriter
- Sam Cooke (1930-1964), gospel- en rhythm-and-blueszanger - burgerrechtenactivist
- Ike Turner (1931-2007), musicus, producer, songwriter, bandleider en talentenjager
- Nate Dogg (1969-2011), zanger

### Overleden
- Bessie Smith (1894-1937), blueszangeres